# Condado de Elbeuf
Elbeuf fue una jurisdicción feudal del Reino de Francia, inicialmente un señorío, ascendido a condado en el año 1338, a marquesado en el 1554 y a ducado en el 1582.
A su muerte, Carlos II, dejó tres hijosː el primero, Carlos III, recibió Elbeuf; el segundo, Federico Luis, fue conde de Harcourt y Rochefort; y el tercero, Francisco María, fue conde de Lillebone y Commercy (línea extinta en el año 1702). Manuel Mauricio, el último conde por línea directa, falleció en el 1763, y la sucesión pasó a Carlos Eugenio (hijo de Carlos de Harcourt o Rochefort) que fue duque de Elbeuf en el 1763, reuniendo los dominios de Harcourt y Rochefort.
Otra línea se originó en el año 1605 después del fallecimiento de Carlos I, cuando su hijo Enrice fue conde de Armagnac, Brionne, Marsans y Lambesc; el cual falleció en 1666 dejando dos hijos, Luis (Conde de Armagnac y Brionne) y Carlos, conde de Marsans y Lambesc.
La línea Marsans-Lambesc continuó después de la muerte de Carlos en 1708 con sus dos hijos, Carlos Luís (príncipe de Mortagne) y Jaime Enrique (Príncipe de Lixin, Marsans y Lambesc). Una vez fallecido Jaime Enrique, Lixin pasó a manos de Carlos Luís de Mortagne. En el año 1747 se anexionó Armagnac, Brionne, Lambesc y Marsans, los cuales recibió de la rama extinta de la familia que los poseía.
Luís de Armagnac y Brionne heredó Marsans y Lambesc en el 1708. Falleció en el 1718 (habiendo fallecido su hijo Enrique en el 1712), pasando la herencia a su nieto Luís II, que falleció en el 1743, y entonces pasó a su hijo Luís III, fallecido en 1747. Todos sus dominios pasaron a la otra rama de la familia, representada por Carlos Luís de Mortagne.
Carlos Luís de Mortagne, Lixin, Marsans, Lambesc, Armagnac y Brionne falleció en 1755; siendo sucedido por su segundo hijo Camilo Luís, fallecido en 1787.

## Listado de señores, barones, condes, marqueses y duques[1]
- Dreux de Vexin y Amiens, antes del 1025, por su esposa Godfifa de Wessex que lo heredó de su madre Emma de Normandía (hija de Ricardo I de Normandía).
- Drogo de Mantes.
- Gautier III de Vexin.
- Raül IV de Valois.
- Simón.
- Alix (hija de Raúl I).
- Herberto I (IV) de Vermandois.
- Adela de Vermandois.
- Hugo I del Grande.
- Isabel de Vermandois.
- Roberto I de Meulan.
- Galcerán I (IV) de Meulan.
- Roberto I (II) de Meulan.
- Galcerán II (V) de Meulan.
- Juana de Meulan.
- Roberto II (IV) de Harcourt.
- Ricardo de Harcourt.
- Juan I de Harcourt.
- Juan II de Harcourt.
- Juan III de Harcourt.
- Juan IV de Harcourt.
- Juan V de Harcourt.
- Juan VI de Harcourt.
- Juan VII de Harcourt.
- Tomás I de Lancaster (duque de Clarence).
- Juan de Lancaster (duque de Bedford).
- Tomás II de Beaufort (duque de Exeter).
- Juan de Beaufort (duque de Somerset).
- Juan VII de Harcourt (reestablecido).
- María de Harcourt.
- Antonio de Lorena-Vaudemont.
- Juan VIII de Lorena.
- Renato I (II) de Lorena.
- Claudio de Guisa.
- Renato II (conde de Harcourt y de Lambesc).
- Carlos I.
- Carlos II.
- Carlos III.
- Enrique.
- Manuel Mauricio.
- Carlos Eugenio de Lorena, príncipe de Lambesc.